# Alan Basset
Alan Basset († 1232) war ein englischer Adliger, der ein loyaler Vasall der englischen Könige Richard Löwenherz, Johann Ohneland und Heinrich III. war.

## Herkunft und Erbe
Alan Basset war vermutlich der jüngste der drei Söhne von Thomas Basset und von dessen Frau Adeliza de Dunstanville. Sein Vater starb um 1182. Obwohl er und seine beiden Brüder Gilbert († 1205) und Thomas das Erbe ihres Vaters teilten, erhielt jeder einen Besitz, der genug Knight’s fees umfasste, so dass sie als kleine Kronvasallen galten. Alan erbte von seinem Vater Compton Bassett in Wiltshire, dazu erbte von der Familie Dunstanville, der Familie seiner Mutter Winterbourne in Wiltshire.

## Dienst unter Richard Löwenherz
Alan gehörte spätestens ab 1193 zum Haushalt von Johann Ohneland, dem jüngeren Bruder von König Richard Löwenherz. Vermutlich über seinen Großvater Walter de Dunstanville, der aus Dénestanville in der Normandie kam, kam Alan um 1197 in Kontakt mit William Marshal, 1. Earl of Pembroke, dem Oberherr von Dénestanville. Basset blieb bis zum Tod von Marshal dessen Vasall. 1197 reiste er zusammen mit William Marshal im Auftrag von König Richard Löwenherz zu den Grafen von Flandern und Boulogne, um sie zum Bruch ihres Bündnisses mit dem französischen König Philipp II. zu bewegen. Kurz danach diente er zusammen mit seinem älteren Bruder Thomas Basset als Bürge für König Richard, als dieser ein Bündnis mit Graf Balduin von Flandern gegen den französischen König schloss. Bis 1199 bezeugte er in Frankreich sechs weitere Urkunden von König Richard. Richard belohnte Basset mit dem Gut von Woking in Surrey und dem Dorf Mapledurwell in Hampshire.

## Loyaler Gefolgsmann von Johann Ohneland
Nach dem Tod von Richard 1199 und der Thronfolge von dessen Bruder Johann Ohneland gehörte Alan bald zum Gefolge Johanns. Zusammen mit seinen beiden Brüdern gehörte er zu den Baronen, die am 22. November 1200 in Lincoln waren, wo der schottische König Wilhelm I. dem englischen König für seine englischen Besitzungen huldigte. Zwischen 1200 und 1215 bezeugte Basset 25 Urkunden des Königs in England, dazu 1202 und 1203 zehn Urkunden Johanns in Frankreich. Damit gehörte er zu den loyalsten Baronen des Königs, der ihm zum Dank mehrfach das fällige Schildgeld erließ, dazu gab König Johann ihm 1203 High Wycombe als Lehen. Dieses erhielt er zu höchst vorteilhaften Konditionen als Teil der königlichen Honour of Wallingford. Dazu gehörten Teile von Wootton Bassett und Broad Town in Wiltshire, die er als Erbe seiner Frau erhielt. Dazu gab ihm Johann die Güter Berwick Bassett in Wiltshire und Greywell in Hampshire.

## Rolle im Krieg der Barone und Dienst unter Heinrich III.
1215 gehörte er zu den Baronen, die den König überzeugen konnten, angesichts des Widerstands des Adels die Magna Carta zu akzeptieren. Anschließend gehörte er zu den wenigen Gefolgsleuten des Königs, die bei der Besiegelung der Magna Carta in Runnymede zugegen waren. Als es dennoch zum Krieg der Barone kam, gehörte Basset zum Heer des Königs, mit dem dieser im Winter 1215/1216 einen erfolgreichen Feldzug nach Nordengland führte. Nach dem Tod Johanns im Oktober 1216 trat Basset vor dem 14. Dezember in den Dienst von dessen Sohn und Nachfolger Heinrich III. Im Mai 1217 kämpfte er in der für die königliche Partei siegreichen Schlacht von Lincoln. Nach dem Frieden von Lambeth im September 1217 gehörte er zu den Baronen, die nach dem Bürgerkrieg den Frieden im Reich wiederherstellen sollten. 1220 war er einer der drei königlichen Gesandten, die mit Frankreich einen vierjährigen Waffenstillstand aushandelten. Noch 1228 stand er im Dienst des Königs. Er starb Ende 1232.

## Familie und Nachkommen
Basset heiratete Alice de Gray, als weitere Frau von ihm wird Alina de Gai genannt. Ob er Alina nach dem Tod seiner ersten Frau heiratete oder ob es sich angesichts des ähnlichen Namens um die gleiche Person handelt, ist ungeklärt. Er hatte mindestens sieben Kinder:
- Thomas Basset († 1230)
- Gilbert Basset († 1241)
- Alice Basset
- Fulk Basset († 1259), Bischof von London
- David Basset
- Warin Basset († 1233)
- Philip Basset († 1271)

Seine beiden Söhne Thomas und Warin setzten die Tradition ihres Vaters fort und gehörten zum Gefolge von William Marshal, 2. Earl of Pembroke, David diente als Ritter in Irland. Bassets Erbe wurde sein ältester überlebender Sohn Gilbert.